# پروخه (شهرستان گروجیسک ویلکوپولسکی)
پروخه (به لهستانی:  Prochy) یک روستا در لهستان است که در گمینا ویلیخووو واقع شده‌است.